# Khéops et la Pyramide du Soleil
 (octobre 2024).
Si vous disposez d'ouvrages ou d'articles de référence ou si vous connaissez des sites web de qualité traitant du thème abordé ici, merci de compléter l'article en donnant les références utiles à sa vérifiabilité et en les liant à la section « Notes et références ».
Khéops et la Pyramide du Soleil est un roman de l'écrivain français Guy Rachet, publié en 1997. C'est le premier tome de la pentalogie « Le Roman des Pyramides ».

## Résumé
L'intrigue du roman se déroule en Égypte ancienne dans l'Ancien Empire de la IVe dynastie, sous le règne du premier roi de cette dynastie, Snéfrou, situé par les historiens au XXVIIe ou XXVIe siècle av. J.-C. selon les datations. L'auteur du roman situe le règne de Snéfrou vers la fin du XXVIIe siècle av. J.-C.
Vers -2610, dans le Fayoum, un chasseur rejoint des éleveurs de bœufs. Il repart et s'arrête là où le roi Snéfrou fait bâtir une pyramide, pour son père Houni, par Abedou, après l'avoir retirée à Ânkhkhâf. Ce chasseur est Khéops, fils de Snéfrou. Il dit à Ankhaf que la pyramide ne tiendra pas. Il est marié avec sa propre sœur Mérititès et prend Hénoutsen comme concubine (le jour), mais c'est son frère Néfrérou qui a œuvré ainsi. Puis il la prend comme 2e femme. La pyramide de Houni s'effondre et Snéfrou reprend Ânkhkhâf. Khéops est empoisonné par Abedou mais Henoutsen le fait sauver. Snefrou le désigne comme son héritier.